# Clima de Tità

Gràfic on es detalla la temperatura, la pressió i altres aspectes del clima de Tità. La boira atmosfèrica abaixa la temperatura de la baixa atmosfera, mentre el metà apuja la temperatura de la superfície. Els criovolcans expulsen metà a l'atmosfera, el qual plourà sobre la superfície formant llacs.

El clima de Tità, el satèl·lit més gros de Saturn, és similar en molts aspectes al de la Terra, a pesar de tenir una temperatura força inferior. La seva espessa atmosfera, pluja de metà i possible criovolcanisme crea un anòleg, tot i que amb diferents materials, dels canvis climàtics que es produeixen a la Terra durant el seu curt any.

## Introducció

Vòrtex rotant sobre el pol sud de Tità

Tità rep un 1% de la quantitat de llum que rep la Terra. La temperatura mitjana de la superfície és d'uns 94 K (−179 °C). A aquesta temperatura l'aigua glaçada té una extremadament baixa pressió de vapor, per tant l'atmosfera està pràcticament lliure de vapor d'aigua. A causa del metà atmosfèric, Tità pateix un gran efecte hivernacle a una temperatura molt més alta que la de l'equilibri tèrmic.
La boira a l'atmosfera de Tità contribueix a un efecte antihivernacle per la reflexió de la llum solar a l'espai, fent que la seva superfície sigui significativament més freda que la seva atmosfera superior. Això compensaria parcialment l'escalfament de l'efecte hivernacle, i mantindria la superfície d'alguna manera més freda del que s'hagués esperat si només existís un efecte hivernacle. L'antiefecte hivernacle a Tità redueix la temperatura superficial en 9 k mentre que l'efecte hivernacle l'incrementa en 21 k. L'efecte net és que la temperatura superfícial (94 k) és 12 k més calenta que la temperatura efectiva 82 k, és a dir, l'equilibri que s'abastaria en absència d'atmosfera.
Les dades obtingudes per la sonda Huygens indiquen que a l'atmosfera de Tità plou periòdicament metà líquid i altres compostos orgànics. A l'octubre de 2007, els observadors observaren un increment en l'opacitat aparent dels núvols per sobre de la regió equatorial Xanadu, suggerint un "plugim de metà", encara que no hi hagué una evidència directa de pluja. Això no obstant, les imatges posteriors que es prengueren dels llacs a l'hemisferi sud de Tità duran un any mostraren que els llacs s'engrandien i s'omplien per pluges d'hidrocarburs estacionals. És possible que àrees de la superfície de Tità es trobin embocallades en capes de tolines, tot i que encara no s'ha confirmat. La presència de pluja indica que Tità podria ser l'únic cos del sistema solar a part de la Terra on es formarien arcs de Sant Martí. No obstant, donada l'extrema opacitat de l'atmosfera en llum visible, la gran majoria dels possibles arcs de sant martí només serien visibles en l'infraroig.
E nombre de llacs de metà visibles prop del pol sud de Tità és decididament més petit que l'observat prop del pol nord. Com les observacions es duen a terme quan l'hemisferi sud és a l'estiu i el nord a l'hivern cap a la hipòtesi que les pluges de metà caiguin a l'hivern i s'evaprin a l'estiu. Aquesta evaporació unida a pluja i vents huracanats de fins a 20 metres per segon provocaria la formació de ciclons sobre els grans mars (maria) només a l'estiu de l'hemisferi nord, i amb una duració de fins a 10 dies.

## Circulació de l'aire
Simulacions dels patrons globals dels vents basades en les dades sobre velocitat del vent aconseguides per la sonda Huygens durant el seu descens suggereixen que l'atmosfera de Tità circula conformant una única i enerme cèl·lula de Hadley. L'aire calent puja en l'hemisferi sud e Tità— el qual es trobava en el seu estiu durant el descens de la sonda Huygens' —i baixa a l'hemisferi nord, resultant en un corrent d'aire d'alta altitud de sud a nord i de corrent d'aire de baixa altitud de nord a sud. Aquesta gran cèl·lula de Hadley només és possible en un món la rotació del qual és lenta com la de Tità. La cèl·lula de circulació del vent de pol a pol sembla està centrada en l'estratosfera; les simulacions suggereixen que ha de canviar cada vint anys, amb un període de transició de tres anys, en el curs d'un any de Tità (30 anys terrestres).
Aquestes cèl·lules creen una banda global de baixa pressió—que és de fet una variació de la zona de convergència intertropical de la Terra. A diferència de la Terra, però, on els oceans confinen la zona de convergència intertropical als tròpics, a Tità, la zona va des d'un pol fins a l'altre, portant núvols de pluja de metà amb ella. Això vol dir que Tità, a pesar de les seves temperatures gèlides, es pot dir que té un clima tropical.
El juny de 2012, la sonda Cassini fotografià un vòrtex de rotació al pol sud de Tità, que els científics pensen que estaria relacionada a un casquet polar- una àrea de boira densa a alta altitud vista sobre el pol nord a l'arribada de la sonda el 2004. En produir-se un canvi d'estacions des de l'equinocci del 2009, quan el pol sud començà l'entrada a l'hivern i el nord a l'estiu, es pensa que aquest vòrtex podria formar un nou casquet polar sud.

## Núvols

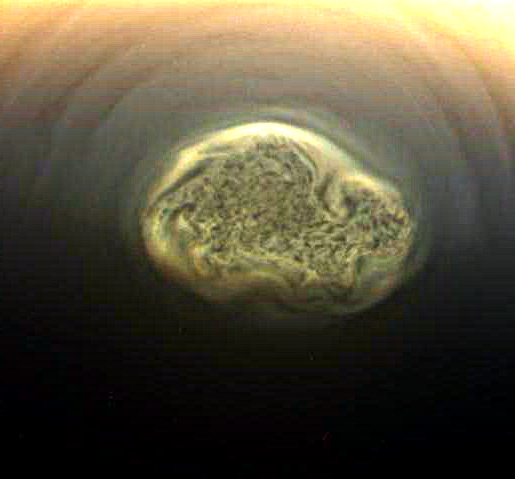
Detall del vòrtex del pol sudl

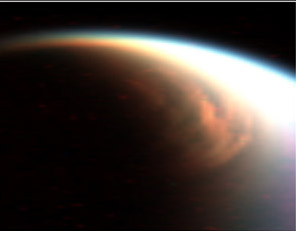
Un sistema de núvols en colors falsos sobre la regió polar nord de Tità

Els núvols de Tità, probablement compostos per metà, età o altres molècules orgàniques simples són dispersos i variables, i destacant puntualment sobre la boira del satèl·lit.
Al setembre de 2006, la sonda Cassini fotografià una gran núvol a una alçada de 40 km sobre el pol nord de Tità. Encara que se sap que el metà es condensa a l'atmosfera de Tità, el núvol semblava ser d'età, ja que les partícules detectades tenien una mida de tan sols 1–3 micròmetres i l'età només es pot congelar a aquestes altituds. Al desembre, la sonda Cassini tornà a observar la cobertura del núvol i detectà metà, età i altres molècules orgàniques. El núvol tenia uns 2400 km de diàmetre i encara era visible durant el següent vol de la sonda un mes més tard. Una hipòtesi seria que estaria plovent (o si és prou fred nevant) sobre el pol nord; el corrents descendents a altes latituds del nord són prou forts com per arrossegat partícules orgàniques cap a la superfície. Aquestes serien les proves més contundents sobre l'hipotètic cicle del metà (anàleg al terrestre cicle de l'aigua) llargament proposat.
També s'han trobat núvols sobre la regió polar sud. Mentre normalment la cobertura nuvolosa cobreix l'1% del disc de Tità, S'han observat situacions on la cobertura nuvolosa s'expandeixen ràpidament fins al 8%. Una hipòtesi assevera que els núvols del sud es formen quan elevats nivells de radiació solar durant l'estiu solar de Tità generen elevació en l'atmosfera, que té com a conseqüència una convecció. Aquesta explicació resulta complicada pel fet que la formació de núvols s'ha observat no tan sols després del solstici d'estiu sinó que també a mitjans de la primavera. L'increment de la humitat del metà al pol sud possiblement contribueix a l'increment ràpid en la mida dels núvols. L'estiu ha durat a l'hemisferi sud fins al 2010, quan l'òrbita de Satrun, que governa la moció dels satèl·lits, mogué l'hemisferi nord cap al Sol. Es pensa que amb el canvi d'estacions, l'età tornarà a condensar-se sobre el pol sud.
Models d'investigació que casen bé amb les observacions suggereixen que els núvols de Tità es formen en coordenades concretes i que la cobertura nuvolosa varia segons la distància de la superfície en diferents parts del satèl·lit. En les regions polars (per sobre de 60 graus de latitud), apareixen núvols d'età amplis i permanents per sobre i a la mateixa troposfera; a latituds més baixes, es troben principalment núvols de metà entre els 15 i 18 km, i són més esporàdics i localitzats. A l'hemisferi d'estiu, sembla que es formen núvols de metà espessos però esporàdics al voltant dels 40°.
Observacions a terra revelen variacions estacionals en la cobertura de núvols. En el transcurs de l'any de Saturn (30 anys terrestres), el sistema de núvols de Tità sembla manifestar-se durant 25 anys, i després esvair-se durant quatre-cinc anys fins a reaparèixer un altre cop.
La sonda Cassini també ha detectat núvols del tipus cirrus en l'atmosfera superior de Tità, presumiblement fets de metà.
Encara que no hi ha cap prova de llamps, els models suggereixen que els núvols de la troposfera baixa de Tità podrien acumular prou càrrega com per a generar llamps des d'altituds aproximades de 20 km.